# Afroholopogon vumba
Afroholopogon vumba là một loài ruồi trong họ Asilidae. Afroholopogon vumba được Oldroyd miêu tả năm 1974. Loài này phân bố ở vùng nhiệt đới châu Phi.